# Bitwa nad Autą
Bitwa nad Autą (także bitwa pod Głębokiem) – walki polskiej 1 Armii gen. Gustawa Zygadłowicza z wojskami Frontu Zachodniego Michaiła Tuchaczewskiego w okresie wojny polsko-bolszewickiej. W polskiej historiografii bitwa jest znana pod nazwą "bitwa nad Autą", od dopływu Dzisny, gdzie toczyła się większość walk, ponieważ Polacy nie wiedzieli, że miasto Głębokie było centralnym punktem całej operacji sowieckiej. Walki o miasto (tzw. druga bitwa pod Głębokiem) miały miejsce w dniach 5-7 lipca 1920
W ramach bitwy stoczono szereg mniejszych potyczek, m.in.ː nad Dołhem, pod Borowem, pod Dworyszczami (4 lipca) pod Dryhuczami, pod Filipowem (4–5 lipca), pod Zadorożem (4–6 lipca), pod Puzyrami, pod Widzami (8 lipca) pod Mińskiem (9–11 lipca), pod Ozieryszczami (11 lipca).

## Położenie wojsk przed bitwą

### Wojsko Polskie
Front Północno-Wschodni gen. Stanisława Szeptyckiego, który dysponował około 70 tys. żołnierzami i 460 działami.
Ugrupowanie obronne
1 Armia gen. Zygadłowicza  dysponowała 34 000 żołnierzy i 186 działami. Ugrupowana była w sposób następujący: 
- Na lewym skrzydle, w przesmyku między Dźwiną i jeziorem Jelnia rozwinęła się grupa ppłk. Jerzego Sawa-Sawickiego w składzie 33 pułk piechoty, dywizjon 18 pułku ułanów i 3 baterie artylerii.
- grupa gen. Lucjana Żeligowskiego w składzie 8. i 10 Dywizja Piechoty broniła się w centrum ugrupowania i osłaniała kierunek Hermanowicze – Wilno.
- Prawe skrzydło armii stanowiła grupa gen. Władysława Jędrzejewskiego w składzie 7 Brygada Rezerwowa i IX Brygada Piechoty.
- Na południe od linii kolejowej Połock – Mołodeczno zajmowała stanowiska 4 Armii gen. Szeptyckiego. Jej północne skrzydło tworzyła grupa gen. Jana Rządkowskiego w składzie 1 Dywizja Litewsko–Białoruska i 11 Dywizja Piechoty.

### Armia Czerwona
Front Zachodni Michaiła Tuchaczewskiego liczący około 150–160 tys. żołnierzy i 772 działa. W jego skład wchodziły:
- 3 Armia Michaiła Matijasewicza
- 4 Armia Jewgienija Siergiejewa
- 15 Armia Augusta Korka
- 16 Armia Nikołaja Sołłohuba
- III Korpus Kawalerii Gaja Dimitriewicza Gaja
- Grupa Mozyrska Tichona Chwiesina

Plan natarcia
Plan Tuchaczewskiego zakładał dwustronne oskrzydlenie polskiej 1 Armii gen. Zygadłowicza, okrążenie jej i zniszczenie w rejonie Łużki – Głębokie.
W tym celu:
- 4 Armia Siergiejewa w składzie 12., 18. i 3 Dywizja Strzelców oraz 164 BS  z III Korpusem Kawalerii Gaja w składzie 10. i 15 DK miała nacierać między Dźwiną a Dzisną, przez Dryhucze – Szarkowszczyznę – Hermanowicze i rozbić lewe skrzydło polskiej 1 Armii.
- 3 Armia Władimira Łazarewicza w składzie 5., 6., 21. i  56 Dywizja Strzelców otrzymała zadanie uderzyć od południa przez Dokszyce –Parafianowo i rozbić prawe skrzydło wojsk gen. Zygadłowicza.
- 15 Armia Augusta Korka w składzie 4., 11., 15., 16., 33. i 54 Dywizja Strzelców miała wykonać w centrum uderzenie pomocnicze, wiązać oddziały polskie walką i uniemożliwić przerzucenie odwodów na zagrożone skrzydła[3].

Cmentarz polskich żołnierzy w Głębokiem

## Przebieg bitwy
4 lipca 1920 wojska Frontu Zachodniego Michaiła Tuchaczewskiego rozpoczęły natarcie.
Główne uderzenie wykonały atakujące grupę ppłk. Sawickiego sowiecka 4 Armia i III Korpus Kawalerii. Polska grupa operacyjna  do 18.00 broniła pozycji pod Dryhuczami.
W centrum ugrupowania obronnego XX Brygada Piechoty odparła natarcie 18 Dywizji Strzelców.
Największe sukcesy odnotowała 15 Armia Augusta Korka. Atakowane przez nią polskie brygady poniosły ciężkie straty i pod koniec dnia utraciły zdolność do dalszej walki. Kontratak odwodowej 17 Dywizji Piechoty jedynie  czasowo zatrzymał marsz czerwonoarmistów nad rzeką Mniutą.
Na południu przeciwnik zmusił do odwrotu lewe skrzydło polskiej 11 Dywizji Piechoty, ale nie zdołał przełamać frontu obrony.
Brygady 1 Dywizji Litewsko-Białoruskiej do wieczora cofnęły się około 4–5 km. Zamiar oskrzydlenia 1 Armii od południa  nie powiódł się.
5 lipca wojska Frontu Zachodniego wznowiły natarcie.
Pozbawione odwodów oddziały polskie nie wytrzymały uderzenia.
III Korpus Kawalerii odrzucił grupę ppłk. Sawa-Sawickiego na zachód i rozpoczął pościg w kierunku  na Święciany.
Na południowym skrzydle 1 Armii 11 Dywizja Piechoty i 1 Dywizja Litewsko-Białoruska wycofywały się pod naporem sowieckiej 3 Armii.
Centrum ugrupowania polskiej armii atakowane było przez dywizje 15 Armii Augusta Korka. 17 Dywizja Piechoty stawiała zacięty opór, ale jej wykrwawione brygady opuściły stanowiska nad Mniutą i rozpoczęły odwrót na Duniłowicze. Z powodzeniem walczyła natomiast grupa gen. Żeligowskiego. 8 Dywizja Piechoty zatrzymała pod Pohostem marsz sowieckich 12. i 53 Dywizji Strzelców, a 10 Dywizja Piechoty odpierała ataki 18 Dywizji Strzelców nad Mniutą.
We wczesnych godzinach popołudniowych dowódca frontu gen. Szeptycki nakazał dowódcy 1 Armii wycofać się na linię Milcza – Budsław – Postawy – Koziany. Oddziały polskie rozpoczęły odwrót, a wyczerpany walką przeciwnik nie rozpoczął pościgu.
W kolejnym dniu gen. Szeptycki zarządził dalsze wycofanie wojsk na linię starych okopów niemieckich i nakazał obsadzenie linii  jezioro Dryświaty – Koziany – Postawy – jezioro Miadzioł – Narocz. Odejście grupy gen. Rządkowskiego na południowy zachód w kierunku na Mołodeczno otwierało drogę na zachód sowieckiej 3 Armii i części sił 15 Armii. Jednak przeciwnik nie dostrzegł nadarzającej się okazji i błąd polskiego dowództwa nie został należycie przez niego wyzyskany. Bierność przeciwnika miała szczególne znaczenie dla grupy gen. Żeligowskiego, do której nie dotarły na czas rozkazy o odwrocie na linię starych niemieckich okopów.
Nocą z 5 na 6 lipca generał Żeligowski  rozpoczął wycofywanie wojsk do rejonu Duniłowicz, gdzie spodziewał się napotkać oddziały grupy gen. Jędrzejewskiego. Wieczorem 6 lipca 8. i 10 Dywizja Piechoty bez kontaktu z przeciwnikiem osiągnęły Duniłowicze. Tutaj gen. Żeligowski podjął decyzję dalszego marszu w kierunku na Wilno.

## Bilans walk
W bitwie nad Autą wojska polskie poniosły klęskę tracąc ponad 3 000 jeńców i 16 dział. Przegrana bitwa zapoczątkowała odwrót Frontu Północno-Wschodniego, który to zakończył się dopiero nad Wisłą.
Wojska Frontu Zachodniego Michaiła Tuchaczewskiego nie osiągnęły swego głównego celu, jakim było zniszczenie polskiej 1 Armii i oskrzydlenie od północy polskiego frontu.